# Ocnerodrilidae
Ocnerodrilidae (von griechisch οκνηρός „träge, faul“ und δρίλος „Regenwurm“) ist der Name einer Familie von Wenigborstern in der Ordnung der Crassiclitellata (Regenwürmer im weiteren Sinne), deren mehrere hundert Arten in Südamerika, Mittelamerika, Nordamerika, Afrika und Südasien verbreitet sind und meist semiaquatisch leben.

## Merkmale
Die Ocnerodrilidae haben einen zylindrischen Körper, bei dem nur selten dorsale Poren vorhanden sind. Sie haben 1 oder 2 Kaumägen im Bereich des Oesophagus, jedoch keinen im Mitteldarm. Kalkdrüsen des Vorderdarms befinden sich im 9. Segment, bei den Ocnerodrilinae auch im 10. Segment. Innerhalb des geschlossenen Blutgefäßsystems verläuft im Vorderabschnitt des Tieres neben dem Rückengefäß über dem Oesophagus auch ein supra-oesophageales Blutgefäß. Die großen Nephridien sind wohl entwickelt.
Das Clitellum ist ringförmig oder sattelförmig und nimmt bis zu 7 Segmente zwischen dem 12. und dem 18. Segment ein, bei Nematogenia ausnahmsweise 13 Segmente bis hin zum 26. Segment. Es gibt keine Tubercula pubertatis, doch sind Genitalpapillen oder auch Porophoren allgemein vorhanden.
Wie alle Gürtelwürmer sind die Ocnerodrilidae Zwitter mit zwei Paar Hoden im 10. und 11. Segment sowie dahinter einem Paar Eierstöcke im 13. Segment, die ihre Eier über eine unpaare oder ein Paar weiblicher Geschlechtsöffnungen ventral am 14. Segment ins Freie entlassen. Die Spermienleiter kreuzen dagegen mehrere Segmente, darunter das eierstocktragende, und das Paar der männlichen Geschlechtsöffnungen befindet sich hinter der weiblichen bauchseitig am 17. oder 18., selten am 19. oder 20. Segment innerhalb des Clitellums oder an dessen hinterem Rand. Die 1 bis 3 Paar Prostatae sind röhrenförmig mit einem Zentralkanal und münden zwischen dem 16. und 21. Segment in 1 bis 2 Paar Prostataporen nach außen. Die Receptacula seminis haben selten Blindsäcke und münden vor den Hoden nach außen.

## Verbreitung, Lebensraum und Lebensweise
Die Vertreter der großen Unterfamilie Ocnerodrilinae sind im westlichen Nordamerika, in Mittelamerika einschließlich zahlreicher Inseln der Karibik und im tropischen Südamerika, in ganz Afrika südlich der Sahara und im Tal des Nil sowie auf Madagaskar und den Seychellen verbreitet. Die Malabariinae sind dagegen in Indien bis in die Hänge des Himalaya und in Myanmar heimisch.
Die Ocnerodrilidae sind meist semiaquatische Bodenbewohner und wie andere Crassiclitellaten Substratfresser, welche die organischen Bestandteile des verschluckten Substrats verdauen.

## Gattungen
Die Familie Ocnerodrilidae hat zwei Unterfamilien mit folgenden Gattungen:
Ocnerodrilinae Beddard, 1891 (Nordamerika, Mittelamerika, Südamerika, Afrika)
- Acanthodrilus Perrier, 1872
- Aphanascus Stephenson, 1924
- Bauba Righi, 1980
- Belladrilus Righi, 1984
- Brunodrilus Righi, 1971
- Chacdrilus Fragoso & Rojas, 2009
- Curgia Michaelsen, 1921
- Dariodrilus Righi, Ayres & Bittencourt, 1978
- Diaphorodrilus Cognetti, 1910
- Enicmodrilus Eisen, 1900
- Eukerria Michaelsen, 1935
- Exisdrilus Righi, Ayres & Bittencourt, 1978
- Filodrilus Y. Chen, 1938
- Gatesia Jamieson, 1962
- Gordiodrilus Beddard, 1892
- Haplodrilus Eisen, 1900
- Ilyogenia Beddard, 1893
- Kerriona Michaelsen, 1926
- Lourdesia Righi, 1994
- Monogaster Michaelsen, 1915
- Nannodrilus Beddard, 1894
- Nematogenia Eisen, 1900
- Ocnerodrilus Eisen, 1878
- Paulistus Michaelsen, 1925
- Phoenicodrilus Eisen, 1895
- Pygmaeodrilus Michaelsen, 1890
- Quechua Michaelsen, 1923
- Quechuona Gates, 1941
- Tazelaaria Gates, 1962
- Xibaro Righi, 1981

Malabariinae Gates, 1966 (Südasien)
- Deccania Gates, 1949
- Malabaria Stephenson, 1924
- Thatonia Gates, 1942